# C'hai ragione tu
C'hai ragione tu è un singolo del rapper italiano Gianni Bismark che presenta come ospite la cantante italiana Emma, pubblicato il 2 ottobre 2020 per l'etichetta Virgin Records.

## Video musicale
Il video, diretto da Bendo, è stato pubblicato l'8 ottobre 2020 attraverso il canale YouTube del rapper.

## Tracce
Testi di Tiziano Menghi e Federico Bertollini, musiche di Guido Rossi, Andrea Manusso e Matteo Nesi.
1. C'hai ragione tu – 3:35